# میلان رایلیچ
میلان رایلیچ (انگلیسی: Milan Rajlić؛ ۱۶ اکتبر ۱۹۱۶ – ۱۰ فوریهٔ ۱۹۵۲) بازیکن فوتبال اهل یوگسلاوی بود.
از باشگاه‌هایی که در آن بازی کرده‌است می‌توان به باشگاه فوتبال سارایوو اشاره کرد.
وی همچنین در تیم ملی فوتبال یوگسلاوی بازی کرده‌است.